# ماريا أليخاندرا فيكونيا
ماريا أليخاندرا فيكونيا (من مواليد 13 فبراير 1978) هي سياسية من إكوادور شغلت منصب نائب رئيس الإكوادور في عهد الرئيس لينين مورينو بين يناير وديسمبر 2018، وسابقًا كوزيرة للإسكان والتنمية الحضرية في الإكوادور.

## الحياة المهنية
تم انتخاب فيكونيا لأول مرة للخدمة في الجمعية الوطنية في عام 2009، وأعيد انتخابها للخدمة مرة أخرى في عام 2013. أثناء عملها في الجمعية الوطنية شغلت منصب نائب رئيس أكبر لجنة تتعلق بصحة المواطنين الإكوادوريين ورفاههم، وكانت عضوًا مؤسسًا في لجنة التعليم والعلوم والتكنولوجيا والاتصالات.
عينها الرئيس لينين مورينو وزيرة التنمية الحضرية والإسكان في مايو 2017. عند تعليق نائب الرئيس خورخي جلاس تم تعيين فيكونيا نائب الرئيس بالإنابة حتى يحين الوقت الذي تم فيه تسوية اتهامات جلاس بالفساد.

## نائب رئيس الإكوادور
أدين جلاس بالفساد فيما يتعلق بفضيحة الرشوة لدى أودبريشت. بعد التغيب عن منصب نائب الرئيس لأكثر من 90 يومًا، كان مطلوبًا من الجمعية الوطنية التصويت على مرشح للعمل بشكل دائم في منصب نائب الرئيس.
في 6 يناير 2018 أدت فيكونيا اليمين رسميًا كنائبة لرئيس الإكوادور بعد أن صوتت الجمعية الوطنية بالموافقة عليها للمنصب. وامتناع 19 عضوا عن التصويت. كانت ثاني امرأة تشغل منصب نائب رئيس الإكوادور بعد أن تولت روزاليا أرتيغا منصبها في عام 1996.
في 3 ديسمبر 2018 تم تعليق فيكونيا عن مهامها كنائبة للرئيس بعد فضيحة فساد. في 4 ديسمبر 2018 أعلنت فيكونيا رغبتها في الاستقالة من منصب نائب الرئيس. في 11 ديسمبر 2018 تم انتخاب أوتو سونينهولزنر نائبًا لرئيس الإكوادور بعد أن وافقت الجمعية الوطنية عليه لهذا المنصب. في عام 2020 تم سجنها لمدة عام.